# Mohamed Traoré (ur. 1992)
Mohamed Traoré (ur. 24 marca 1992) – malijski piłkarz, grający jako środkowy obrońca. Młodzieżowy reprezentant kraju.

## Kariera klubowa

### Początki
Zaczynał karierę w Cercle Bamako, gdzie grał do 2011 roku.

### FUS Rabat
1 września 2011 roku przeniósł się do FUS Rabat za kwotę 90 tysięcy euro. W tym zespole zadebiutował 22 października 2011 roku w meczu KAC Kénitra (1:1). Zagrał cały mecz. Pierwszego gola strzelił 18 grudnia 2011 roku w meczu przeciwko Ittihad Khémisset (3:0). Do siatki trafił w 29. minucie. Pierwszą asystę zaliczył 20 maja 2012 roku w meczu przeciwko Olympique Khouribga (zwycięstwo 0:2). Asystował przy golu Badra Kachaniego w 1. minucie. Łącznie zagrał 45 meczów, strzelił 3 gole i miał 2 asysty. 
Z klubu odszedł 1 lipca 2014 roku.

## Kariera reprezentacyjna
W reprezentacji U-20 zagrał dwa spotkania: jedno na Mistrzostwach Afryki U-20 2011 oraz jedno na Mistrzostwach Świata U-20 2011.
W seniorskiej reprezentacji raz miał okazję siedzieć na ławce rezerwowych.